# فيلانيوفا دي أرغانيو
بلدية فيلانيوفا دي أرغانيو (بالإسبانية: Villanueva de Argaño)‏, هي إحدى بلديات مقاطعة برغش, التي تقع في منطقة قشتالة وليون, والتي تقع في شمال غرب إسبانيا.
يبلغ عدد سكانها 125 نسمة وفقاً لإحصائية سنة (2002).